# Маковельский, Александр Осипович
Алекса́ндр О́сипович Макове́льский (10 (22) июля 1884, Гродно — 16 декабря 1969, Баку) — русский и советский философ

 и историк, член-корреспондент АН СССР (1946), академик АН Азербайджана (1949).
Основные труды по истории античной философии, философии народов Ближнего Востока.

## Биография
Родился в Гродно в семье коллежского секретаря Осипа Константиновича Маковельского. Окончил с золотой медалью гродненскую гимназию.
Учился на историко-филологическом факультете Казанского университета, после окончания которого с дипломом первой степени (1907) оставлен при кафедре философии для подготовки к профессорскому званию. C 1908 года также преподаёт на Высших женских курсах.
C 1913 года находился в командировке по изучению историко-философских источников в Германии, где его застала Первая мировая война. Вернулся в Россию в рамках акции по обмену мирными жителями.
В 1914—1915 годах вышли два тома его капитального труда «Досократики», в 1918 году — книга «Досократовская философия. Историко-критический обзор источников», а в 1919 году — III том «Досократиков».
С 1920 по 1960 годы преподавал в Бакинском университете историю философии, историю социально-политических учений, логику, психологию, историю логики, эстетику, этику, педагогику, затем был директором Института философии АН Азербайджана. В последний период жизни страдал от проблем со зрением.

## Семья
Был женат (1908) на Ванде Залевской. Дочь Софья (София) (1909—1981). Мать — София Людвиковна Остроух, сестра — Елена Осиповна Маковельская.

## Сочинения

Обложка «Библиографии» А. О. Маковельского, изданная в 1964 году в Баку

- Введение в философию. Казань, ч.1-2, 1912—1916.
- Мораль Эпиктета. Казань, 1912.
- Понятие о душе в Древней Греции. Варшава, 1913.
- Психология вюрцбургской школы. Варшава, 1913.
- Досократики. Казань, ч. 1—3, 1914—1919.
- Досократовская философия: Обзор источников. Казань, ч.1, 1918.
- Софисты. Баку, вып. 1—2, 1940—1941.
- Древнегреческие атомисты. Баку, 1946.
- Авеста. Баку, 1960.
- Категория причинности и законы природы и общества. М., 1961.
- История логики. М., 1967. — 504 с.
  - Переиздание: М., 2004. — 478, [1] с. — ISBN 5-86090-081-3. — РГБ 1 04-2/321; 1 04-2/320.